# Rhagodes eylandti
Rhagodes eylandti är en spindeldjursart som först beskrevs av Thomas Walter 1889.  Rhagodes eylandti ingår i släktet Rhagodes och familjen Rhagodidae. Inga underarter finns listade i Catalogue of Life.